# Холодний Яр (серія документальних фільмів)
Холодний Яр — український документальний фільм про Холодний Яр.

## Інформація про фільм
Програма «Машина часу» почала виходити на 5-му каналі з листопада 2010 року. Її автор та ведучий — Андрій Охрімович, який раніше вів історичний проект «Далі буде» на Першому національному. Режисер програми — Світлана Остапенко (в минулому працювала в продюсерському центрі «Закрита зона»).